# كلير رايت
كلير رايت (بالإنجليزية: Clare Wright)‏ هي مؤرخة أمريكية وأسترالية، ولدت في 14 مايو 1969 في آن آربر في الولايات المتحدة.